# Рушевине гробљанске цркве у селу Кајково
Рушевине гробљанске цркве у селу Кајково, насељеном месту на територији општине Лепосавић, на Косову и Метохији, представљају непокретно културно добро као споменик културе.
У селу Кајково налазе се остаци мале гробљанске цркве из 16. или 17. века. Црква је једнобродна грађевина са полукружном апсидом. Остаци куле звонаре налазе се северно од апсиде. Према остацима керамике црква се може датовати у средњи век.

## Основ за упис у регистар
Решење Покрајинског завода за заштиту споменика културе у Приштини, бр. 241 од 15. 3. 1971. Закон о заштити споменика културе (Сл. гласник СРС бр. 3/66).